# Laguna salada de Chiprana

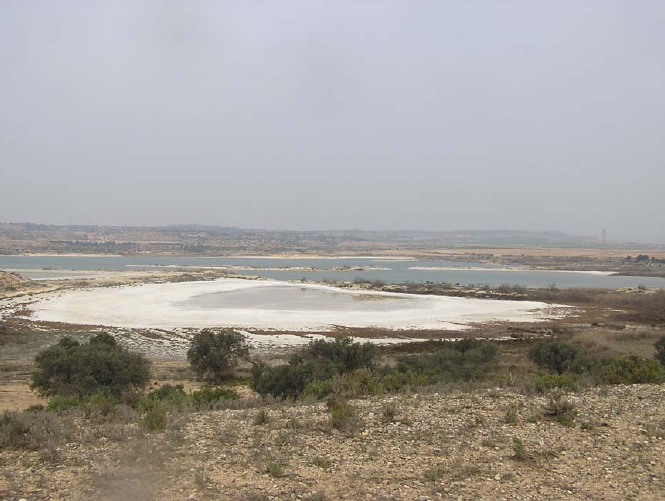
Vistas de la laguna salada de Chiprana

La laguna Salada de Chiprana es un complejo lagunar constituido por una laguna central, de mayor tamaño y con aguas permanentes, y varias cubetas de aguas temporales de menor magnitud, el Prado del Farol y la Salada de las Roces o Sabrososa.
La Reserva natural dirigida de las Saladas de Chiprana protege el conjunto y se ubica íntegramente en el municipio de Chiprana, en el sector suroriental de la provincia de Zaragoza.
Se trata de la única laguna endorreica salina de aguas permanentes profundas de Europa occidental, con una superficie de agua de 31 ha y una profundidad máxima de 5,6 m. Esta singularidad, unida a la riqueza florística y de avifauna,  ha merecido su declaración como Reserva Natural Dirigida.

## Geomorfología
El origen de las lagunas que conforman la Reserva Natural Dirigida es endorreico sobre terrenos más o menos llanos de origen detrítico conformados por un conjunto de paleocanales intercalados entre margas rojizas, areniscas poco coherentes en capas continuas y limos margosos, de edad terciaria y cuaternaria, se acumula el agua en el fondo de las cubetas naturales, dada la no existencia de una red de drenaje. Los principales aportes de agua son los procedentes de acequias y efluentes de riego, siendo menos importantes la escorrentía o los flujos subterráneos.

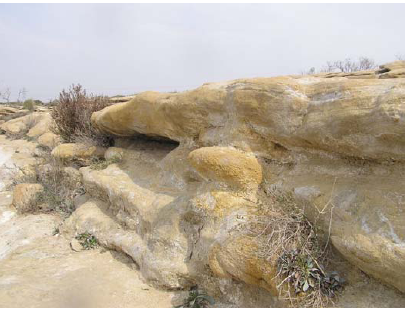
Geomorfología de la laguna salada de Chiprana

## Hidrología
La cuenca del Complejo Lagunar es de contorno irregular, alargada en dirección
NW-SE y en su interior se pueden diferenciar varias subcuencas endorreicas:
Salada de Chiprana, Prado del Farol, Sala de Roces, Campo de Saladas, San Marcos y Plano. Aunque cada una de ellas presenta una depresión cerrada propia, la Salada de Chiprana constituye el nivel base de toda la cuenca.
La principal característica es el nivel más o menos constante de sus aguas durante todo el año, con máximas en mayo y mínimas en septiembre, sin someterse a los periodos de desecación alternantes de otros lagos salinos del interior peninsular.
Otra característica es su profundidad, que llega hasta los 5,6 m, frente al resto de los lagos salinos interiores, que rara vez superan los 70 cm. Los aportes, como se ha mencionado con anterioridad, proceden en una parte importante de los excedentes de riego (en torno al 18%), destacando el aporte subterráneo (en torno al 64%) y la precipitación directa (cerca de un 22%). Las aguas son salinas, clasificándose como laguna hipersalina atalasohalina de composición sulfatado-magnésicosódica (altas concentraciones de sulfato y magnesio, y con una salinidad media superior al 5%). Cuando se producen aportes de agua dulce, como los provenientes de la Salada de Roces, se modifica la salinidad afectando a los tapetes microbianos. La temperatura del agua presenta cierta estratificación. La Salada de Chiprana presenta aguas transparentes, con bajas concentraciones de nutrientes.

## Flora y fauna
El hecho de que la Salada de Chiprana sea el único ejemplar de laguna endorreica salina de aguas permanentes y profundas de la península ibérica le confiere una singularidad en cuanto a la diversidad biológica que alberga. Destacan las comunidades microbianas, auténticos laboratorios para la investigación del origen de estos sistemas primitivos.
La vegetación se estructura a través de un gradiente en función de la tolerancia a la salinidad. En las playas próximas a la Salada se instala una vegetación pionera, formada por salicornias (Salicornia ramosissima) que toleran perfectamente el encharcamiento, a las que suceden orlas de sosas (Suaeda spicata) y salicornias enanas (Microcnemum coralloides).
A continuación, sobre los paleocanales ya más alejados de la lámina de agua, son frecuentes diferentes especies de Limonium, así como tomillos (entre los que destaca Thymus loscosii), a los que siguen especies propias de los ambientes mediterráneos y esteparios, como el albardín, romeros, tomillos, genistas o el lastón. También son destacables los bosquetes de cierta entidad de tamarices (Tamarix boveana), así como los carrizales inundados de manera permanente y en menor medida juncales.
Entre los cultivos, destacan los olivares entre los leñosos, así como los herbáceos de regadío y secano.
Sin duda el elemento más singular es la presencia de Ruppia maritima en la única estación continental de este hidrófilo marino, así como la crucífera Clypeola cyclodontea, taxón ibero-africano.
Entre la fauna, destaca la comunidad de aves asociadas a la lámina de agua. Por su importancia, merece atención el tarro blanco (Tadorna tadorna), chorlitejo patinegro (Charadrius alexandrinus) y el zampullín cuellinegro (Podiceps nigricollis).
Otras especies de interés son la cigüeñuela (Himantopus himantopus), la gaviota patiamarilla (Larus michahellis), el pato colorado (Netta rufina), la focha común (Fulica atra) y el aguilucho lagunero (Circus aeruginosus).
Entre los mamíferos, se conoce la presencia de rata de agua (Arvicola sapidus), topillo común, conejo (Oryctolagus cuniculus), musaraña común (Sorex araneus), erizo (Erinaceus europaeus), zorro (Vulpes vulpes silacea), tejón (Meles meles), gato montés (Felis silvestris silvestris) y jabalí (Sus scrofa).
En cuanto al grupo de los reptiles, destaca la presencia de 9 especies, como la
lagartija ibérica (Podarcis hispanicus), lagartija colilarga (Psammodromus algirus), lagarto ocelado (Timon lepidus), culebra lisa meridional (Coronella girondica), culebra de escalera (Rhinechis scalaris) y culebra bastarda (Malpolon monspessulanus). El grupo de los anfibios está escasamente representado, dadas las condiciones de salinidad presentes, conociéndose la presencia de rana común (Pelophylax perezi) y sapo corredor (Epidalea calamita).
Por último, entre los peces destacan la gambusia y el carpín dorado (Carassius auratus).

## Paisaje
La cuenca de las Saladas de Chiprana se incluye dentro del paisaje típico del Bajo Aragón, caracterizado por la presencia de paleocanales entre los cuales aparecen depresiones de magnitud variable.
Los cerros aparecen ocupados por matorrales, en ocasiones como etapas de
degradación de pinares de pino carrasco (Pinus halepensis) y coscojares, y los fondos y depresiones por cultivos, de secano y regadío, y olivares. Entre éstos, destaca la lámina de agua de la Salada de Chiprana, de gran singularidad y valor ecológico.

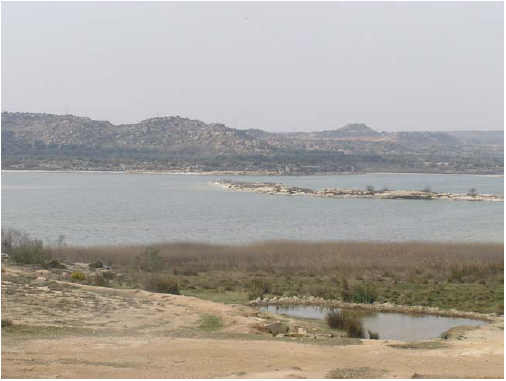
Paisaje de la laguna salada de Chiprana

## Medio humano
La actividad principal en el entorno de las Saladas es la agricultura, en forma de explotación familiar, con gran importancia del regadío. De manera residual aparecen la ganadería caprina y la ovina.
- Datos: Q5969334